# بیل بوفالو
جیمز گامب (به انگلیسی: Jame Gumb)، که به نام بیل بوفالو (به انگلیسی: Buffalo Bill) شناخته می‌شود، یک شخصیت خیالی و قاتل سریالی در رمان سکوت بره‌ها نوشته توماس هریس است.
در فیلم سکوت بره‌ها (۱۹۹۱)، تد لواین نقش او را ایفا کرده‌است.

## شخصیت‌شناسی
در داستان اشاره می‌شود که جیمز گامب در ۲۵ اکتبر سال ۱۹۴۸ متولد می‌شود. مادرش یک زن الکلی است و در کودکی رها می‌شود. بیل بوفالو کسی است که سعی می‌کند جنسیت خود را تغییر دهد تا گذشته خود و وضعیت سختی را که تجربه کرده‌است فراموش کند. او فکر می‌کند چنین تغییری می‌تواند او را از رنج‌هایش رهایی بخشد.
وی با ربودن دختران دارای اضافه وزن، و وارد کردن شوک لاغری به آن‌ها در شرایط سخت، باعث ایجاد پوست اضافه در آنان می‌شود. سپس با به قتل رساندن آن‌ها و جداسازی پوست‌ها، برای خود پوستی یا لباسی از جنس پوست انسان تهیه می‌کند. احتمال دارد وی از شکلی خاص از دیسموموفوفوبیا رانج ببرد. آخرین کسی که او قصد کشتنش را دارد دختر یک سناتور خیالی کنگره آمریکا به نام روث مارتین بود. شخصیت کلاریس در انتهای داستان به منزل او می‌رود تا در مورد یکی از قتل‌ها تحقیق بیشتری کند. در آن‌جا با مشاهده جیرجیرک‌ها متوجه می‌شود که بیل، همان قاتل داستان است. در ادامه آن‌ها با یکدیگر درگیر می‌شوند و کلاریس، در حالی که در تاریکی مطلق بیل بوفالو (با کمک دوربین دید در شب سعی دارد او را بکشد) متوجه حضور او شده و او را می‌کشد.

## وجه تسمیه
بیل بوفالو لقب شخصی است که داستان‌های زندگی بسیاری مثل کالامیتی جین، زاک مورگان، ژنرال کاستر و ماجراهای سرخپوتی را در شرق آمریکا و در اروپا نقل می‌کرد؛ اما در فیلم گامب این لقب را به این خاطر دارد که پوست قربانیان خود را که زن هستند می‌کند و از آنها برای خود لباس می‌دوزد.

## تأثیرات
شخصیت بیل بوفالو از این قاتلان سریالی نشات گرفته‌است:
- جری برودوس
- اد گین
- تد باندی
- اد کمپر
- گری ریجوی[۳]